# Humberto Toledo
Humberto Toledo Valverde (Esmeraldas, Ecuador, 10 de agosto de 1979) es un boxeador ecuatoriano profesional en la división de peso wélter ligero. Él es el excampeón del CMB Latino Súper Pluma y es el actual campeón de peso ligero del CMB FECARBOX.

## Carrera profesional
En febrero de 2007, Toledo perdió ante el futuro campeón del CMB en tres ocasiones Humberto Soto.<ref.>https://web.archive.org/web/20150226035649/http://boxrec.com/show_display.php?show_id=516176%3C%2Fref>

### WBC FECARBOX Lightweight Championship
El 16 de octubre de 2009 Humberto venció a Samir Torres para ganar el campeonato de peso ligero del CMB FECARBOX.